# Eric Schildkraut
Eric Schildkraut, eigentlich Erich Schild, (* 6. November 1906 in Langschede; † 16. Juli 1999 in Hamburg) war ein deutscher Schauspieler, Hörspielsprecher und Leichtathlet.

## Biographie

### Als Sportler vor dem 2. WK
Erich Schild war der nichteheliche Sohn von Lisette „Bella“ Rosenthal; der Name seines Vaters ist nicht bekannt. Als Kind lebte er mit seiner Mutter im Haus seines Großvaters, des Schauspielers Rudolph Schildkraut, in Berlin. Später zogen Mutter und Sohn nach Selm, von wo seine Großmutter mütterlicherseits stammte. 1911 heiratete Bella Rosenthal den Kaufmann Friedrich Schild, der den Sohn seiner Frau adoptierte. Erich Schild besuchte die katholische Ludgerischule in Selm und anschließend das Realgymnasium in Lünen. In dieser Zeit entdeckte er seine Liebe zu Sport und zum Theater, wobei seine Eltern die Neigung zum Theater ablehnten. Er verließ das Realgymnasium mit der Obersekundareife, besuchte zwei Jahre lang die höhere Handelsschule in Dortmund und machte eine kaufmännische Ausbildung in Elberfeld. Da er unter Heimweh litt, kehrte er nach Selm zurück, wo ihm sein Vater ein Haushaltswarengeschäft einrichtete, das Erich Schild aber nach dessen Tod im Jahre 1929 aufgab, um seine Mutter im elterlichen Geschäft zu unterstützen. In dieser Zeit nahm er parallel Schauspielunterricht und fand ein Engagement in Dortmund, bis er 1933 wegen seiner jüdischen Herkunft dort entlassen wurde.
Als Jugendlicher wurde Schild Westfalenmeister im 100-Meter-Lauf. Als auf seiner Schule für ein Sportfest eine Staffel zusammengestellt wurde, wollte der Lehrer „den Juden“ nicht dabei haben. Aus seiner Handballmannschaft wurde er ausgeschlossen, nachdem sich ein Schiedsrichter geweigert hatte, ein Spiel zu leiten, bei dem „der Jude“ mitspiele. Als sich sein Sportverein, den seine Eltern immer unterstützt hatten, am Fackelzug des 30. Januar 1933 beteiligen wollte, nähten Angestellte von Bella Rosenthal dafür eine Fahne. Als der Fackelzug mit dieser Fahne am Haus der Familie vorbeizog, blieb er stehen, und die Demonstranten riefen: „Juda verrecke“.
Im Juli 1933 floh Erich Schild über die Niederlande zu Freunden nach Straßburg; seine Mutter hatte schon ihr Geschäft schließen müssen. In Straßburg schloss er sich der Association Sportive de Strasbourg an, kehrte aber 1934 – wiederum aus Heimweh – nach Deutschland zurück. Er zog zu seiner Mutter, die mittlerweile in Dortmund lebte, und trat der Sportgruppe des RjF/Schild Dortmund bei, die sich Anfang 1934 gebildet hatte. Bei den jüdischen Landesmeisterschaften absolvierte er die 100 Meter in 11,6 Sekunden und wurde Vizemeister, zum Abschluss der Saison stellte er in Gelsenkirchen mit 10,9 Sekunden eine neue Jahresbestleistung des Sportbundes auf.
Nachdem sich wegen der NS-Rassenpolitik in den USA eine Boykottbewegung gegen die Olympischen Spiele in Berlin formiert hatte, wurden in Deutschland Schulungslehrgänge für jüdische Sportlerinnen und Sportler eingerichtet, um ihre möglichen Starts vorzutäuschen. Unter der Überschrift „Als Jude beim Olympia-Kursus“ berichtete Schild im November 1934 über seine Erfahrungen im Dortmunder Gemeindeblatt. Seine Nominierung für die Spiele wurde kurz vor Beginn zurückgezogen. 1935 wechselte er nach Stuttgart, wo er an der Alice-Bloch-Schule eine Ausbildung zum Sportlehrer absolvierte, die er im April 1937 mit „sehr gut“ abschloss. Als Sportler stellte er in dieser Zeit wiederholt Bestleistungen auf, so wurde er 1936 mit 6,56 Meter Reichsmeister im Weitsprung. Er verließ Deutschland anschließend, ging nach Belgien, wo er an Wettkämpfen teilnahm und als Trainer arbeitete. Als die Deutschen Belgien überfielen, wurde er von der belgischen Polizei als feindlicher Ausländer interniert.
Nach seiner Flucht aus einem Lager im südfranzösischen Saint-Cyprien folgten Jahre mit Verhaftungen, Flucht und erneuten Verhaftungen. Ein Freund von Schild, der belgische Läufer Marcel Swalens, verhalf Bella, der Mutter, zur Flucht nach Belgien, wo sich der Sohn inzwischen wieder aufhielt. Eines Tages wurde er von der Gestapo vorgeladen. Währenddessen wurde seine Mutter abgeholt, nach Dortmund gebracht und fünf Tage später nach Zamość in Polen deportiert. Dort wurde sie sofort nach ihrer Ankunft ermordet. Schild floh ins unbesetzte Frankreich. Er ließ sich einen neuen Pass auf den Namen seines Freundes Marcel Swalens ausstellen und kam 1942 als Trainer in Clermont-Ferrand unter. Dort erfuhr er, dass Swalens zur Zwangsarbeit nach Deutschland deportiert werden sollte. Mit Hilfe französischer Widerstandskämpfer besorgte er falsche Papiere und half Marcel und drei weiteren Sportlern zur Flucht.
Bis zur Befreiung von Paris im Oktober 1944 lebte Erich Schild mit Hilfe des französischen Läufers Paul Boyer in Thiers und spielte dort auch Theater. Nach Kriegsende suchte er seine Mutter und erfuhr von ihrem Tod im Jahre 1942. Der Sohn ließ auf dem jüdischen Friedhof in Selm den Grabstein seines Vaters mit einer Inschrift ergänzen, die an seine Mutter erinnert.

### Als Schauspieler nach dem Krieg
Ab 1947 spielte Erich Schild zunächst in Deutschland an kleineren Bühnen. 1949 bis 1951 folgte ein Engagement nach Tel Aviv, wo Eric Schild auch in Filmen mitwirkte. Er kehrte nach Deutschland zurück, weil er kein Hebräisch sprach. Von 1951 bis 1958 gehörte er dem Ensemble der Städtischen Bühnen Frankfurt an. Ab 1961 folgten Tätigkeiten am Theater im Zimmer in Hamburg und an der Landesbühne Hannover sowie von 1964 bis 1973 am Schauspiel Köln. Von 1979 bis zu seinem Tod war er am Thalia Theater in Hamburg engagiert. Ab wann er sich Eric Schildkraut nannte, ist nicht bekannt. Auch nach dem Krieg erlebte Schildkraut immer wieder Antisemitismus: der Garderobenspiegel mit einem Hakenkreuz beschmiert, geringere Gagen, aber auch Anfeindungen in aller Öffentlichkeit.
Im Theater im Zimmer verkörperte Erich Schild 1954 Estragon in Warten auf Godot. 1984, im Alter von 77 Jahren, erinnerte er sich an seine Rolle: „Es war die schönste meines Lebens, weil ich so viel verarbeiten konnte. Ich habe nie engagierter gespielt.“ Ihm gefiel „dies Verlorensein, wo man einfach Humor entwickeln muss, um das alles zu überstehen“. Die Kritik schrieb: „Eric Schildkraut ist eine melancholische Chaplin-Figur, mit leisen zwitschernden Tönen, ausgezeichnet.“ Als erste deutsche Theatergruppe nach dem Krieg gingen Schildkraut und seine Kollegen Albrecht Schoenhals, Kurt Fischer-Fehling und Rolf Nagel auf Tournee durch Dänemark und Schweden.
Eric Schildkraut wirkte in verschiedenen Film-, Fernseh- und Hörspielproduktionen mit. 1960 spielte er unter anderem mit Inge Meysel, Karl John, Friedrich Joloff, Friedrich Schütter und Liselotte Willführ in der Fernsehadaption des Bühnenstücks Madame Sans-Gêne von Victorien Sardou unter der Regie von John Olden.
Als Sprecher war Eric Schildkraut 1966 als Nachfolger von Herbert Hennies in der Rolle des Dieners Charlie in der Folge Paul Temple und der Fall Genf (Regie: Otto Düben) der populären Paul-Temple-Reihe des Nordwestdeutschen Rundfunks bzw. Westdeutschen Rundfunks von Francis Durbridge zu hören. In der Hörspielfassung des Romans Jud Süß von Lion Feuchtwanger in einer Produktion des Südwestfunks und des Saarländischen Rundfunks aus dem Jahr 1981 sprach er die Rolle des Landauer. Neben Schildkraut sprachen in weiteren Rollen Axel Corti, Hubert Suschka, Hans Korte, Walter Richter, Ingeborg Lapsien, Hannes Messemer und Günter Strack.
Eric Schildkraut starb am 16. Juli 1999 in Hamburg; er wurde 92 Jahre alt. Sein Grab befindet sich auf dem Jüdischen Friedhof Ohlsdorf.

## Filmografie (Auswahl)
- 1952: Die Spur führt nach Berlin
- 1953: Raskolnikow (Fernsehfilm)
- 1954: Der Teufel fährt in der 3. Klasse (Fernsehfilm)
- 1960: Madame Sans-Gêne (Fernsehfilm)
- 1961: Zeit der Schuldlosen (Fernseh-Mehrteiler)
- 1961: Der Mann von draußen (Fernsehfilm)
- 1961: Am Abend ins Odeon (Fernsehfilm)
- 1962: Leben des Galilei (Fernsehfilm)
- 1964: Der Apoll vom Bellac (Fernsehfilm)
- 1966: Gaspar Varros Recht (Fernsehfilm)
- 1970: Pariser Leben (Fernsehfilm)
- 1982: An uns glaubt Gott nicht mehr (Fernsehfilm)
- 1986: Stammheim
- 1989: Maria von den Sternen

## Hörspiele (Auswahl)
- 1954: Die Suche nach dem Kaiser der Welt
- 1954: Unter dem Milchwald
- 1954: Die gigantische Maschine – von Zwergen bedient
- 1955: Das Gericht zieht sich zur Beratung zurück (Folge: Bewußtseinsstörung?)
- 1955: Mary Celeste
- 1955: Hundert Kronen (Illusion)
- 1957: Die Brandung vor Setúbal
- 1957: Die Jagd nach dem Täter (Folge: Der Diebstahl beim Rennclub in Colombo)
- 1957: Omar und Omar
- 1957: Der Ring des Kalifen
- 1957: Die Angst am frühen Morgen
- 1959: Die Kardemomme
- 1959: Die Leute von Beersheba
- 1959: Gestatten, mein Name ist Cox (3. Staffel: 6. Teil: Ein Meister, der vom Himmel fällt)
- 1960: Ausnahmezustand
- 1961: Salto Mortale
- 1961: Zeit der Schuldigen
- 1962: The Life of Man
- 1962: Der Gerechte
- 1962: Das große Ebenbild
- 1962: Ankommt eine Depesche
- 1963: Das Obdach
- 1964: Mord in Studio Eins
- 1964: Kein Wort von Charly
- 1964: Sarajewo
- 1965: Gilles de Rais
- 1965: Die Wasserminna
- 1966: Paul Temple und der Fall Genf
- 1966: Magellan – Die erste Weltumseglung
- 1968: Zum Ruhme des Wahnsinns
- 1968: Flucht zu den Sternen
- 1970: Die schwarze Kerze
- 1973: Das sonderbare Telefon
- 1973: Hilda
- 1973: Menschen in der Nähe
- 1979: Das kalte Herz
- 1981: Jud Süß
- 1982: Eigentlich bin ich stumm